# پلی‌سولفون

پلی‌سولفون(PSU)

پلی اتر سولفون(PES)

پلی‌سولفون‌ها از خانوادهٔ پلیمرهای ترموپلاستیک می‌باشند. این نوع از پلیمرها به دلیل پایداری و چقرمگی در دمای بالا شناخته شده هستند. پلی‌سولفون‌های فنی مورد استفاده معمولاً حاوی مقادیر جزئی آریل-SO2- آریل می‌باشند. به دلیل هزینه بالای مواد اولیه و فرآوری، از پلی سولفون‌ها در کاربردهای خاص استفاده می‌شود و اغلب جایگزینی برتر برای پلی کربنات‌ها می‌باشند.
از سه پلی‌سولفون به صورت صنعتی استفاده می‌شود، پلی‌سولفون(PSU)، پلی اتر سولفون(PES) و پلی فنیل سولفون(PPSU). این سه پلی‌سولفون در محدودهٔ دمایی ۱۰۰- تا ۲۰۰ درجهٔ سانتی گراد در صنایع تجهیزات الکتریکی، ساخت وسایل نقلیه و تجهیزات پزشکی استفاده می‌شود.
ساختار پلی‌سولفون‌ها شامل حلقه‌های آروماتیک (پارا)، گروه‌های سولفونیل، گروه‌های اتر و گروه‌های آلکیل است. پلی‌سولفون‌ها مقاومت برجسته ای در برابر گرما، اکسیداسیون و هیدرولیز در محیط‌های آبی و قلیایی دارند و همچنین خواص الکتریکی خوبی نیز دارند.

## نام گذاری
از عنوان «پلی‌سولفون» برای پلی آریل اتر سولفون ها(PAES) استفاده می‌شود چراکه پلی‌سولفون‌های آروماتیک بصورت تجاری استفاده می‌شوند. علاوه بر این گروه‌های اتر همواره در این پلی‌سولفون حضور دارند و به همین دلیل به PAESها با عنوان پلی اتر سولفون(PES)، پلی آریل سولفون‌ها یا بصورت ساده پلی‌سولفون(PSU) اشاره می‌شود.

## سنتز

### روش‌های قدیمی سنتز
ساده‌ترین پلی‌سولفون در سال ۱۹۶۰ با استفاده از واکنش فریدل–کرافتس بنزن سولفونیل کلراید تولید شده‌است:
{\displaystyle {\ce {n C6H5SO2Cl-> (C6H4SO2)n+nHCl}}}
نقطه ذوب این محصول بیش از ۵۰۰ درجه سانتیگراد است که باعث می‌شود فرآوری آن دشوار باشد. مقاومت حرارتی خوبی از خود نشان می‌دهد، اما خواص مکانیکی آن نسبتاً ضعیف است. پلی آریل اتر سولفون ها(PAES) جایگزین مناسبی می‌باشند. سنتز اصلی PAES بصورت جانشینی الکترون‌دوستی آروماتیکی دی آریل اتر با بیس (سولفونیل کلراید) بنزن می‌باشد. در واکنش‌ها معمولاً از کاتالیزور فریدل–کرافتس مانند فریک کلرید یا پنتاکلرید آنیموان استفاده می‌شود:
{\displaystyle {\ce {n(OC6H5)2 + n SO2Cl2 -> ([O(C6H4)2]SO2)n + 2n HCl}}}
این روش سنتز کنار گذاشته شده‌است.

### روش‌های سنتز نوین
در حال حاضر پلی آریل اتر سولفون ها(PAES) با استفاده از روش واکنش تراکمی دیفن اکساید و ۴٬۴'-دی‌کلرودی‌فنیل سولفون سنتز می‌شوند. پلیمریزاسیون در دمای ۱۶۰–۱۳۰ درجه سانتیگراد در شرایط خنثی، در یک حلال قطبی و آپروتیک مانند دی‌متیل سولفوکسید انجام می‌شود.
از ۴٬۴'-دی‌فلوئورودی‌فنیل سولفون می‌توان بجای ۴٬۴'-دی‌کلرودی‌فنیل سولفون استفاده کرد اما دی فلوئوریدنسبت به دی کلرید واکنش پذیرتر است اما گران‌تر می‌باشد.

## خواص
پلی‌سولفون‌ها موادی صلب و شفاف هستند. همچنین با استحکام و سفتی بالا شناخته می‌شوند و این خصوصیات را بین دمای ۱۰۰- تا ۱۵۰ درجه سانتیگراد حفظ می‌کنند این ویژگی‌ها به دلیل حضور باندهای اتری و آروماتیک در ساختار آنها می‌باشد. دمای انتقال شیشه پلی‌سولفون‌ها بین ۱۹۰ تا ۲۳۰ درجهٔ سانتی گراد می‌باشد. این مواد دارای ثبات ابعادی بالایی هستند، و ابعاد آنها هنگام قرار گرفتن در معرض آب جوش، هوای ۱۵۰ درجه سانتیگراد یا بخارکمتر از ۰٫۱٪ تغییر می‌کند. پلی‌سولفون در pHهای بین ۲ تا ۱۳ در برابر اسیدهای معدنی، قلیایی و الکترولیت‌ها بسیار مقاوم است. در برابر عوامل اکسید کننده مقاوم است (البته PES با گذشت زمان تخریب می‌شود)، بنابراین می‌توان آن را با سفید کننده‌ها تمیز کرد. همچنین در برابر سورفاکتانت‌ها و روغن‌های هیدروکربن مقاوم است. پلی‌سولفون در برابر حلال‌های آلی با قطبیت کم مانند کتون‌ها و هیدروکربن‌های آروماتیک مقاوم نمی‌باشد. از نظر مکانیکی، پلی‌سولفون‌ها مقاومت فشاری بالایی دارند که باعث می‌شود برای استفاده در فشارهای بالا مناسب باشند. همچنین در محلول‌های اسیدی و بازی و بسیاری از حلال‌های غیر قطبی پایدار است اما در در دی کلرومتان و متیل پیرولیدون محلول است.
پلی سولفون‌ها از پلاستیک‌های با عملکرد بالا محسوب می‌شوند و به روش‌های قالب‌گیری تزریقی، اکستروژن و حرارتی قابل شکل دهی می‌باشند.

## کاربرد
پلی‌سولفون یکی از بالاترین دمای سرویس را در بین تمام ترموپلاستیک‌های قابل پردازش به روش ذوب دارد. مقاومت آن در برابر درجه حرارت بالا به آن نقش یک بازدارنده شعله را بدون تأثیر بر خواصش می‌دهد. پایداری هیدرولیزی بالای پلی‌سولفون امکان استفاده از آن را در کاربردهای پزشکی که نیاز به اتوکلاو و استریل شدن با بخار دارند مانند وسایل جراحی، ممکن می‌سازد. با این حال، در برابر برخی از حلال‌ها مقاومت کمی دارد و دچار هوازدگی می‌شود که البته با افزودن سایر مواد به پلیمر می‌توان این موضوع را اصلاح کرد.

### غشاء
با استفاده از پلی‌سولفون‌ها می‌توان به سادگی غشاءهای متنوعی برای کاربردهای گوناگون تولید کرد. ابعاد تخلخل این غشاها تا ۴۰ نانومتر قابل کنترل می‌باشند و همچنین تولید آنها تکرارپذیر است. از این غشاها می‌توان در کاربردهایی مانند همودیالیز، تصفیه آب پسماند، فرآوری مواد غذایی و نوشیدنی و جداسازی گازها استفاده کرد. از این پلیمرها در صنایع خودرو و الکترونیک نیز استفاده می‌شود. کارتریج‌های فیلتر ساخته شده از غشاهای پلی‌سولفون در مقایسه با انواع نایلونی یا پلی پروپیلنی، در فشارهای دیفرانسیل بسیار پایین، سرعت جریان بسیار بالایی را ارائه می‌دهند. همچنین غشاهای پلی‌سولفون می‌توانند به عنوان فیلتر در استریل کردن استفاده شوند.

### کامپوزیت
پلی‌سولفون را می‌توان با الیاف شیشه تقویت کرد. ماده کامپوزیت حاصل دارای مقاومت کششی دو برابر و مدول یانگ سه برابر است.

### پیل‌های سوختی
از پلی‌سولفون اغلب به عنوان کوپلیمر استفاده می‌شود. اخیراً، پلی اترسولفون‌های سولفوناته(SPES) به عنوان یک مادهٔ امیدوار کننده در میان بسیاری دیگر از پلیمرهای مبتنی بر هیدروکربن آروماتیک، برای غشاهای تبادل پروتون با دوام بالا در پیل‌های سوختی مورد مطالعه قرار گرفته شده‌است. بزرگترین چالش برای کاربرد SPES در پیل‌های سوختی بهبود دوام شیمیایی آن است.

### صنایع غذایی
ظروف غذایی از جنس پلی‌سولفون برای نگهداری، گرم کردن و سرو غذا استفاده می‌شود. این ظروف طبق استاندارد Gastronorm تهیه می‌شوند و به رنگ طبیعی کهربای شفاف پلی‌سولفون موجود هستند. از این ظروف می‌توان در محدودهٔ دمایی ۴۰- تا ۱۹۰ درجهٔ سانتی گراد استفاده کرد که در نتیجه می‌توان ظروف را مستقیماً از فریزر به دستگاه‌های گرمایش مانند مایکروویو انتقال داد. همچنین سطح پلی‌سولفون نچسب می‌باشد که باعث می‌شود از هدر رفتن غذا جلوگیری شود و همچنین تمیز کردن آن ساده‌تر باشد.

## پلی‌سولفون‌های صنعتی
برخی از پلی‌سولفون‌های مورد استفاده در صنعت در جدول زیر آورده شده‌است.
| فرمول ساختاری | نام تجاری                  |
| ------------- | -------------------------- |
|               | پلی آریلن سولفون(PAS)      |
|               | پلی بیس فنول-A سولفون(PSF) |
|               | پلی اتر سولفون(PES)        |
|               | پلی فنیلن سولفون(PPSU)     |
|               | پلی‌سولفون(PSU)             |
|               | Victrex HTA                |